# 3D肉蒲團之極樂寶鑑
《3D肉蒲團之極樂寶鑑》是香港首部3D情色三級片，由《玉蒲團之偷情寶鑑》監製蕭若元，聯同其兒子蕭定一等擔任編劇及監製，孫立基導演。電影斥資高達1億240萬元新台幣，並自称是全球第一部IMAX3D色情電影。
《3D肉蒲團之極樂寶鑑》於2009年開始籌備，2010年8月開始拍攝，2011年4月14日香港等地率先上映。香港上映首日已超越美國電影《阿凡達》與《鐵達尼號》的本地首映票房紀錄。
電影於上映前舉行試映會，當時播放的版本為片長135分鐘。而電影上映後，報章報道蕭定一指本電影有另一片長129分鐘的完整版，但因時間緊迫，難安排於戲院上映，而於影碟版推出。他亦表示預計於2011年8月開拍續集。

## 劇情
电影以小说《肉蒲团》为蓝本。讲述明代才子未央生风流不羁，认为人生苦短，理应穷尽肉体极乐。未央生陪挚友林公子前往铁家相亲，却与铁家小姐铁玉香一见倾心。未央生夺友所爱，与铁玉香结为连理。为求终极风月之术，未央生拜于宁王门下。宁王穷奢极欲，未央生沉溺于酒池肉林，铁玉香终日以泪洗面。未央生求得极乐道人秘法，又换以雄驴的阳具，终于享尽感官极乐。宁王密谋叛乱，未央生投书上告，被宁王发觉。宁王使人奸淫其妻，再卖予他人为妾，又切下未央生阳具，幸得林公子相救才苟全性命。在最后一刻，未央生方幡然顿悟。

## 演員
主演
| 演員     | 角色         | 備註                   |
| 葉山豪   | 未央生       | 主角。                 |
| 藍 燕    | 鐵玉香       |                        |
| 原紗央莉 | 瑞 珠        | 配音：連綺嵐           |
| 周防雪子 | 冬 梅        | 配音：林芷筠           |
| 雷凱欣   | 李長周       | 極樂老人。配音：周志輝 |
| 何華超   | 寧 王        |                        |
| 木下和雅 | 權老實       |                        |
| 姚洛銘   | 上官申       |                        |
| 陳日豐   | 書 僮        | 自稱周董。             |
| 張建聲   | 林公子       |                        |
| 胡耀輝   | 天 殘        |                        |
| 黃嘉汶   | 明妻子       |                        |
| 張淨思   | 女同性戀丫鬟 |                        |

客串
| 演員   | 角色     | 備註 |
| 田啟文 | 地 缺    |      |
| 黃樹棠 | 布袋和尚 |      |
| 劉錫賢 | 村 長    |      |

## 宣傳
2010年8月4日舉行首個電影記者招待會，8月6日演員為電影海報進行拍攝，8月7日電影正式開鏡拍攝。
2011年2月，電影於2011年維園年宵市場，以《香港人網》的名義設立攤位售賣電影宣傳品，並於香港人網網站上發佈電影消息及宣傳片及設立專用討論區供網友討論電影。
2011年3月23日发布全球上映时間。

## 评价
搜狐娱乐的作者金喆评论道，想看壮观的情色场面的观众会很失望，因为“电影中的性场面情趣欠奉，交欢场景连前戏都很匮乏。比起《玉蒲團之偷情寶鑑》中铁索做爱的高潮迭起和水中大战的花样繁多，同样的桥段，3D《肉蒲团》即便是有3D加分，拍出来的效果仍然索然无味。”与其说它是一部色情片，不如说是一部重口味的暴力片更恰当。因为“片中大量的虐待和血腥场面，让很多原本抱着只是想来看酒池肉林的观众感到不适。在前半段还是以情爱为主，到了后半段就疯狂了身上长蛆虫、断手断脚的疯狂范儿。当然，色情和暴力原本就是不分家的三级片世界里的好兄弟，但是比无意义的造爱更让人难以忍受的是无意义的血腥暴力，显得变态和心理阴暗”。 
2011年4月中，Youtube出現一段香港藝人杜汶澤朗讀一篇高登網民發佈的一篇長篇並夾雜大量粵語髒話的影評，引起報道，其後他於自己的新浪微博向蕭若元道歉，蕭若元則於自己的微博指沒有介意，並視此事件為玩笑一則。

## 票房
《3D肉蒲团之極樂寶鑑》首日香港票房为258万港元，打破美國巨片《阿凡達》與《鐵達尼號》的本地開畫票房紀錄，更打破2007年《色·戒》所创下的256万港元的香港三级片首日票房记录。電影於香港上映兩周後，累積票房超過2400萬港元，破《玉蒲團之偷情寶鑑》創下的香港情色電影票房紀錄1800萬港元。監製蕭若元於香港人網節目2011年6月27日風也蕭蕭節目中公佈《3D肉蒲团》票房已經超過4000萬港元。
台灣方面，首周票房為新台幣1500萬元；最終全台票房為新台幣6500萬元。
| 上一届： 《单身男女》 | 2011年香港一週票房冠軍 第15週 第16週 | 下一届： 《雷神奇俠》 |

## 参看
- 一路向西